# Artikel 55 des Grundgesetzes für die Bundesrepublik Deutschland
Artikel 55 GG regelt die Unvereinbarkeit des Amtes Bundespräsident mit anderen Ämtern.

## Normierung
Art. 55 GG lautet seit Inkrafttreten des Grundgesetzes am 24. Mai 1949:

## Bedeutung
Die Regelung soll die Unabhängigkeit und Integrität des Bundespräsidenten steigern und ist damit Ausdruck der Gewaltenteilung in Art. 20 GG.
Verletzt der Bundespräsident die hier statuierte Pflicht, kann eine Sanktion gem. Art. 61 GG erfolgen. Die Verletzung führt aber nach herrschender Meinung nicht automatisch zu einem Verlust des Amtes.
Die Pflichten des Art. 55 GG beginnen mit dem Amtsantritt und Enden mit dem Ausscheiden aus dem Amt des Bundespräsidenten.